# Bobby Robson
Sir Robert William "Bobby" Robson, CBE (n. 18 februarie 1933, Sacriston⁠(d), County Durham⁠(d), Anglia, Regatul Unit – d. 31 iulie 2009, Beamish⁠(d), Urpeth⁠(d), Anglia, Regatul Unit) a fost un jucător și antrenor de fotbal englez, care a antrenat șapte cluburi europene și Echipa națională de fotbal a Angliei de-a lungul carierei sale.
Cariera sa de jucător profesionist a durat aproape 20 de ani, timp în care a jucat pentru trei cluburi: Fulham, West Bromwich Albion și pentru scurt timp la Vancouver Royals. De asemenea a jucat de 20 de ori pentru Anglia și a marcat patru goluri.
După ce și-a încheiat cariera s-a afirmat ca antrenor atât la echipa națională cât și la echipele de club unde a antrenat, ducând Anglia în semifinale la Campionatul Mondial de Fotbal din 1990, câștigând campionatul în Olanda și Portugalia și câștigând trofee în Anglia și Spania. Ultimul său rol de manager a fost poziția de mentor al antrenorului Echipei naționale de fotbal a Irlandei.
Robson a fost făcut Knight Bachelor în 2002, a fost inclus ca membru English Football Hall of Fame în 2003 și a fost președinte de onoare al Ipswich Town FC. Din 1991 a suferit probleme recurente cu cancerul, iar în martie 2008 și a pus numele și eforturile în Sir Bobby Robson Foundation. În august 2008 a fost diagnosticat cu cancer pulmonar în fază terminală; el a declarat: „Starea mea este descrisă ca fiind statică și nu a evoluat de la ultima chimioterapie...Eu am de gând să mor mai devreme, mai degrabă decât mai târziu. Dar, apoi, toată lumea trebuie să plece la un moment dat, iar eu m-am bucurat de fiecare minut”. A murit un an mai târziu.